# 風速七十五米
『風速七十五米』（ふうそくななじゅうごメートル）は、大映が製作・配給し、1963年（昭和38年）7月13日に公開された日本のアクション映画、特撮映画。大映東京撮影所作品。88分、モノクロ、大映スコープ。

## 概要
1958年の日活製作映画『風速40米』（監督蔵原惟繕）と同傾向の作品であるが、日活版が主役の石原裕次郎のアクションがメインなのに対し、本作は巨大台風による暴風雨と洪水が見せ場になっている。主演は倒産した新東宝から移籍した宇津井健が好演。宇津井は大映移籍後は脇に回ることが多かったが本作ではトップクレジットである。監督は戦前から活躍し、前年大映70ミリ映画2作目となる『秦・始皇帝』を撮りきった田中重雄。本編撮影は田中とのコンビが多い高橋通夫である。

## あらすじ
新聞記者田村（宇津井健）は、台風の取材により高度経済成長により林立しつつあった東京のネオンの危険性を感じる。同じ頃、田村の旧友木谷（田宮二郎）は、大ネオン塔の建設に絡む事件に巻き込まれる。爆破される大ネオン。社運をかけ再建を急ぐ木谷と、あらゆる手段でそれを妨害する暴力組織。そこに、風速75メートルに及ぶ史上最大級の巨大台風が接近しつつあった。

## キャスト
- 木谷明：田宮二郎
- 丸山照子：叶順子
- 田村信一郎：宇津井健
- 小西：高松英郎
- 鬼頭：北原義郎
- 山口安治：菅原謙二
- 妻広子：浜田ゆう子
- 丸山：見明凡太朗
- 遠藤：菅井一郎
- 梅原：村上不二夫
- 浅沼：早川雄三
- 災害対策本部係官：北城寿太郎
- 川上：星ひかる

## スタッフ
- 企画：原田光夫
- 脚本：髙岩肇、田口耕三
- 撮影：髙橋通夫
- 録音：西井憲一
- 照明：田熊源太郎
- 美術：柴田篤二
- 音楽：木下忠司
- 編集：中靜達治
- 助監督：瀬川正雄
- 製作主任：大岡弘光
- 特殊撮影
  - 撮影：築地米三郎[注釈 2]
  - 照明：木村辰五郎
  - 美術：三上陸男
  - 助監督：中村大十郎
  - 進行：川村清
- 監督：田中重雄

## 特殊撮影
クライマックスは、巨大台風が東京を襲う大スペクタクルシーンであるが、『日蓮と蒙古大襲来』（監督渡辺邦男）の特撮シーンを撮影し、前年の『秦・始皇帝』でも万里の長城のミニチュア撮影で田中監督と組んだ築地米三郎が、特殊撮影を駆使して再現した。築地は1963年当時、1964年正月興行を目指して怪獣映画『大群獣ネズラ』の撮影準備を進めていたが、諸々のアクシデントにより中止となり、本作はそのリターンマッチと言うべきものである。本作では、勝鬨橋や、銀座、数寄屋橋、日劇など有楽町周辺の精緻なミニチュアを作成、それが大暴風雨と洪水に覆われるシーンは当時としては迫力があった。また、ネオンサインをアニメーションで表現したり、嵐の後の崩壊した東京をマットアートで描くなど、説得力のある絵作りとなっている。

## 映像ソフト化
- 1999年にVHSソフトとして発売
- 1999年にエスモックより4作品（本作品と『大江山酒天童子』『秦・始皇帝』『日蓮と蒙古大襲来』）を収録したLD-BOX『大映特撮スペクタクルBOX』が発売[4]。
- 2006年にDVDソフト化、2014年に廉価版DVD発売